# Grijalva (ort)
Grijalva är en ort i Mexiko.   Den ligger i kommunen Escuintla och delstaten Chiapas, i den sydöstra delen av landet, 800 km sydost om huvudstaden Mexico City. Grijalva ligger 80 meter över havet och antalet invånare är 227.
Terrängen runt Grijalva är platt åt sydväst, men åt nordost är den kuperad. Runt Grijalva är det ganska tätbefolkat, med 62 invånare per kvadratkilometer. Närmaste större samhälle är Huixtla, 19,9 km sydost om Grijalva. Omgivningarna runt Grijalva är en mosaik av jordbruksmark och naturlig växtlighet.